# ایان افلک
ایان افلک (انگلیسی: Ian Affleck؛ زاده ۲ ژوئیهٔ ۱۹۵۲) یک فیزیک‌دان اهل کانادا است.